# Idioma domarí
El domarí es una lengua indoaria en peligro de extinción, hablada por el pueblo dom esparcido por Oriente Próximo y el norte de África. Según los informes, la lengua se habla tan al norte como Azerbaiyán y tan al sur como el centro de Sudán, en Turquía, Irán, Irak, Palestina, Israel, Jordania, Egipto, Sudán, Libia, Túnez, Argelia, Marruecos, Siria y Líbano. Basándose en la sistematicidad de los cambios de sonido, se sabe con bastante certeza que los nombres Domari y Romani derivan de la palabra indoaria ḍom. Sin embargo, las lenguas domarí y romaní no derivan del mismo ancestro idiomático. El domarí deriva de una lengua indoaria. Los árabes se referían a ellos como Nawar ya que eran un pueblo nómada que originalmente inmigró a Oriente Medio desde el subcontinente indio.
El domarí también se conoce como "romaní de Oriente Medio", "tsigene", "luti" o "mehtar". No existe una forma escrita estándar. En el mundo árabe, se escribe ocasionalmente utilizando la escritura árabe y tiene muchas palabras de préstamo árabe y persa. El trabajo descriptivo fue realizado por Yaron Matras, que publicó una gramática completa de la lengua junto con una evaluación histórica y dialectológica de fuentes secundarias (Matras 2012).
El domari es una lengua en peligro de extinción, ya que actualmente existe una presión para que las generaciones más jóvenes la abandonen, según Yaron Matras. En ciertas zonas como Jerusalén, sólo un 20% de estos domari, conocidos como "gitanos de Oriente Medio", hablan la lengua domari en las interacciones cotidianas. Esta lengua la hablan principalmente las personas mayores de la comunidad. La generación más joven está más influenciada por el árabe, por lo que la mayoría sólo conoce palabras y frases básicas. La actual comunidad de domari de Jerusalén fue creada por los nómadas que decidieron asentarse en el interior de la Ciudad Vieja desde 1940 hasta que pasó a estar bajo administración israelí en 1967 (Matras 1999).

## Dialectos
La variedad más conocida del domari es el domari palestino, también conocido como "gitano sirio", el dialecto de la comunidad domari de Jerusalén, que fue descrito por R.A. S. Macalister en la década de 1910. El domari palestino es una lengua en peligro de extinción, con menos de 200 hablantes, siendo la mayoría de los 1.200 miembros de la comunidad domari de Jerusalén hablantes nativos de árabe palestino.
Otros dialectos son:
- Nawari en Siria, Jordania, Líbano, Israel, Palestina y Egipto.
- Kurbati en Siria
- Helebi en Egipto, Libia, Túnez, Argelia y Marruecos.
- Halab/Ghajar en Sudán.[8]
- Karachi (Garachi) en el norte de Turquía, norte de Irán y el Cáucaso.
- Marashi en Turquía
- Barake en Siria

Algunos dialectos pueden ser muy divergentes y no ser mutuamente inteligibles. Las fuentes publicadas suelen agrupar los dialectos del domari y los distintos vocabularios no relacionados de diversas poblaciones peripatéticas de Oriente Próximo. Así, antes se pensaba que los Ghorbati y los Lyuli hablaban un dialecto del domari. Tampoco existe una conexión evidente entre el domari y el vocabulario utilizado por los helebi de Egipto (véase la discusión en Matras 2012, capítulo 1).